# David Richards (producent muzyczny)
David Richards (ur. 1956 w Londynie, zm. 20 grudnia 2013 w Attalens) – brytyjski producent muzyczny. W Mountain Studios w Montreux, którego właścicielem był zespół Queen, był inżynierem i współproducentem wielu albumów grupy. Grał również na instrumentach klawiszowych.

## Wybrana dyskografia
Albumy współprodukowane przez Davida Richardsa:
- Roger Taylor – Strange Frontier (1984)
- Jimmy Nail – Take It or Leave It (1985; singel: Love Don't Live Here Anymore)
- Feargal Sharkey – Feargal Sharkey (1985; singel: „Loving You”)
- Queen – A Kind of Magic (1986)
- Iggy Pop – Blah Blah Blah (1986)
- Virginia Wolf – Virginia Wolf (1986)
- David Bowie – Never Let Me Down (1987)
- The Cross – Shove It (1988)
- Freddie Mercury i Montserrat Caballé – Barcelona (1988)
- Queen – The Miracle (1989)
- Queen – Innuendo (1991)
- David Bowie – The Buddha of Suburbia (1993)
- David Bowie – 1.Outside (1995)
- Queen – Made in Heaven (1995)

Inne:
- Queen – Live Killers (1979; asystent inżyniera)
- Roger Taylor – Fun in Space (1981)
- Queen – Live Magic (1986; nagrany przez Macka i Richardsa)
- Brian May – Back to the Light (1992; inżynier, nagrywanie, mixing Driven by You, „Last Horizon”, Just One Life)
- Brian May – Another World (1998; dodatkowe nagranie: „Why Don't We Try Again”; mixing: „Another World”)